# Anders Lennmark
Anders Lennmark, född 16 februari 1802 i Stockholm, död där 9 april 1869, var en svensk violinfabrikant. Han var farbror till August Lennmark.
Flera av Lennmarks musikinstrument vann pris på Industriutställningen i London. Han invaldes som associé av Kungliga Musikaliska Akademien 1853.